# Mark Ricker
Mark Ricker (* 2. September 1968 in North Carolina) ist ein US-amerikanischer Artdirector und Szenenbildner.

## Leben
Er besuchte die UNC, wo er 1990 einen Abschluss in Englisch machte. Um seine Karriere voranzutreiben, schrieb er sich an der Tisch School of the Arts der New York University ein, wo er 1995 einen Master-Abschluss in Bühnenbild erwarb.

## Karriere
Ricker war Produktionsassistent bei J. Crew und lernte am Theater der Williams High School, wie man Bühnenbilder entwirft. Während seines Studiums an der University of North Carolina arbeitete er zum ersten Mal an einem Film, Annies Männer (1988). Für den Film Ma Rainey’s Black Bottom (2020) wurde er für einen Oscar in der Kategorie Bestes Szenenbild nominiert, außerdem wurde er für drei Primetime Emmy Awards in den Kategorien Outstanding Art Direction und Outstanding Production Design für seine Arbeit an den Fernsehsendungen Escape at Dannemora (2018) und Halston (2021) sowie an dem Fernsehfilm Ein Leben für den Tod nominiert.